# Niederwöhr
Niederwöhr ist ein Ortsteil der Gemeinde  Münchsmünster im oberbayerischen Landkreis Pfaffenhofen.

## Lage

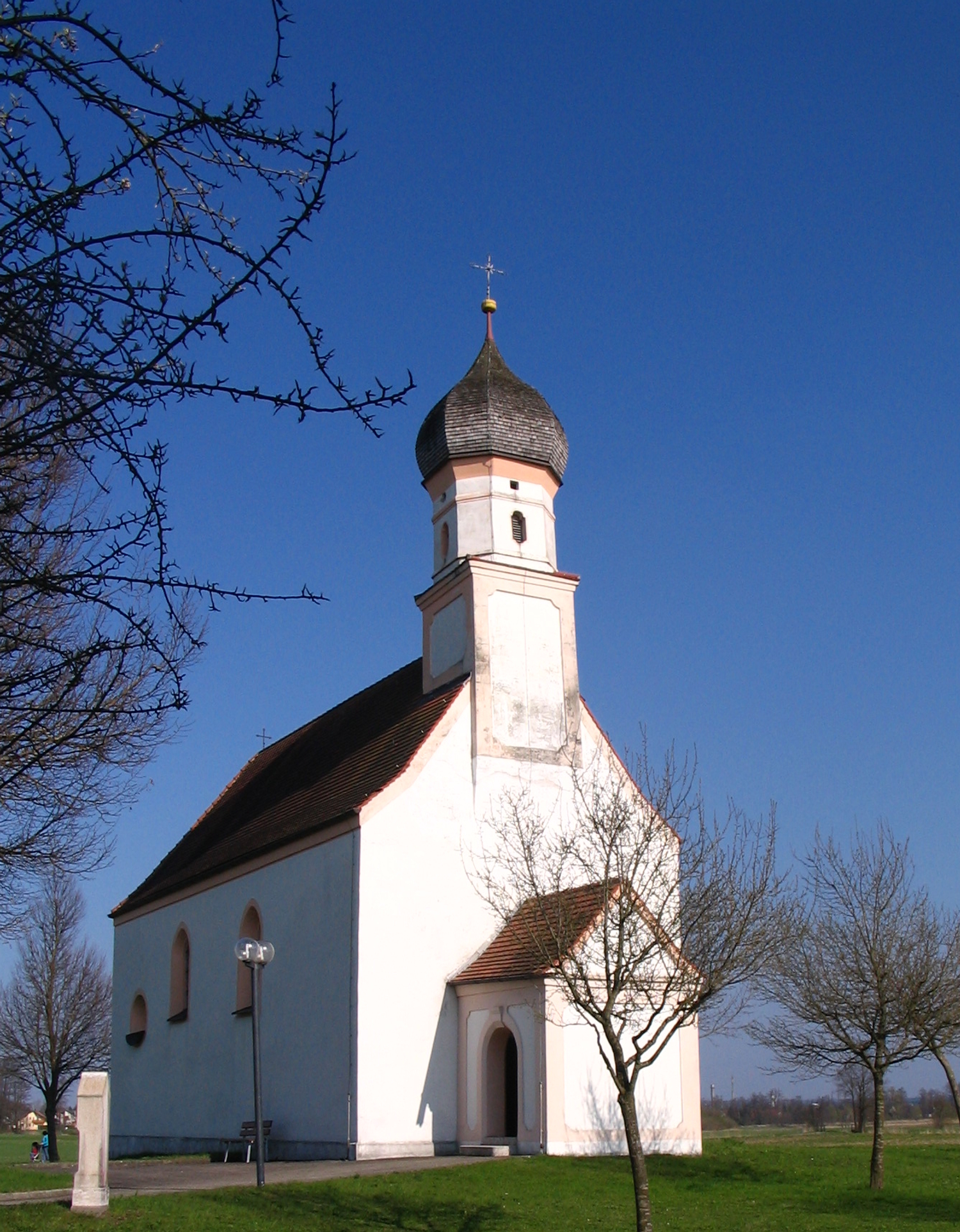
Kirche St. Martin

Der Ort liegt westlich der Gemeinde Münchsmünster und ist mit dieser räumlich beinahe verwachsen. Zwischen dem Dorf und der Gemeinde Münchsmünster windet sich in Nord-Süd-Richtung der Fluss Ilm. Die weiten Ebenen des Donautales und deren Auen prägen die Landschaft. Regensburg ist in östlicher Richtung etwa 55 Kilometer und Ingolstadt in westlicher 25 Kilometer entfernt. München liegt ungefähr 90 Kilometer südlich des Ortes.

## Geschichte
Bei Bildung der politischen Gemeinden in den Jahren 1808/1818 wurden die Einöde Griesham sowie die Ortschaften Nieder-, Mitter- und Oberwöhr zu einer selbständigen Gemeinde Wöhr zusammengefasst. Im Rahmen der Gebietsreform erfolgte am 1. Januar 1978 die Eingliederung dieser Gemeinde in die Gemeinde Münchsmünster. Der Name Wöhr geht auf das mittelhochdeutsche „wert“ zurück, welches so viel wie Insel oder erhöhtes, wasserfreies Land bedeutet.
Von den drei Ortschaften mit Namen Wöhr ist das Dorf Niederwöhr das älteste. Seine Entstehung reicht in das 7. Jahrhundert zurück. Erst ab 1100 tritt Oberwöhr und ab dem 13. Jahrhundert Mitterwöhr in Urkunden in Erscheinung. In Niederwöhr befand sich nahe der Kirche eine mit doppelten Wall geschützte Wohnanlage, weshalb der Ort in ersten Urkunden auch Burgstall genannt wurde. Hier verfasste im frühen 13. Jahrhundert der Dichter „Reinbot von Turn“ den mittelhochdeutschen  „Georgsroman“, in welchem er in Vers 5296 auch das nahe gelegene Frauenkloster „Gisifelt“(=Kloster Geisenfeld) erwähnt. Auch das bei Regensburg gelegene Wörth nimmt für sich in Anspruch, Wirkensort des Dichters gewesen zu sein. Es kann als  weitgehend gesichert angesehen werden, dass Niederwöhr Stammsitz des „Geschlechts der Münsterer“ war.

## Kirche
Die Kirche St. Martin wurde im 16. Jahrhundert errichtet.

## Struktur
Die landwirtschaftlichen Betriebe sind aus dem Ort nahezu verschwunden. Es herrscht Wohnbebauung vor.